# Landschaftsschutzgebiet Seen in der Lippeniederung

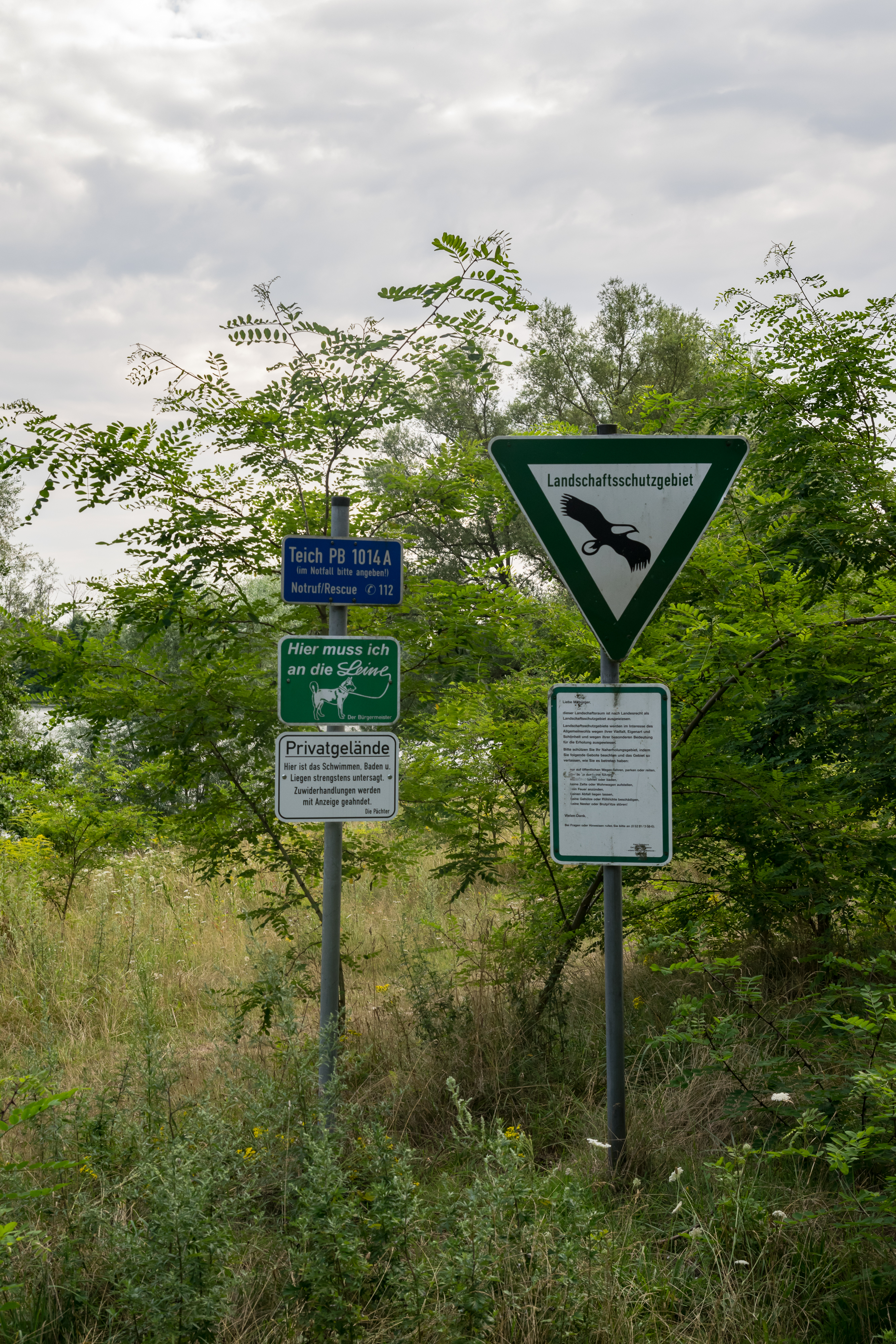
LSG-Schild beim Tallesee

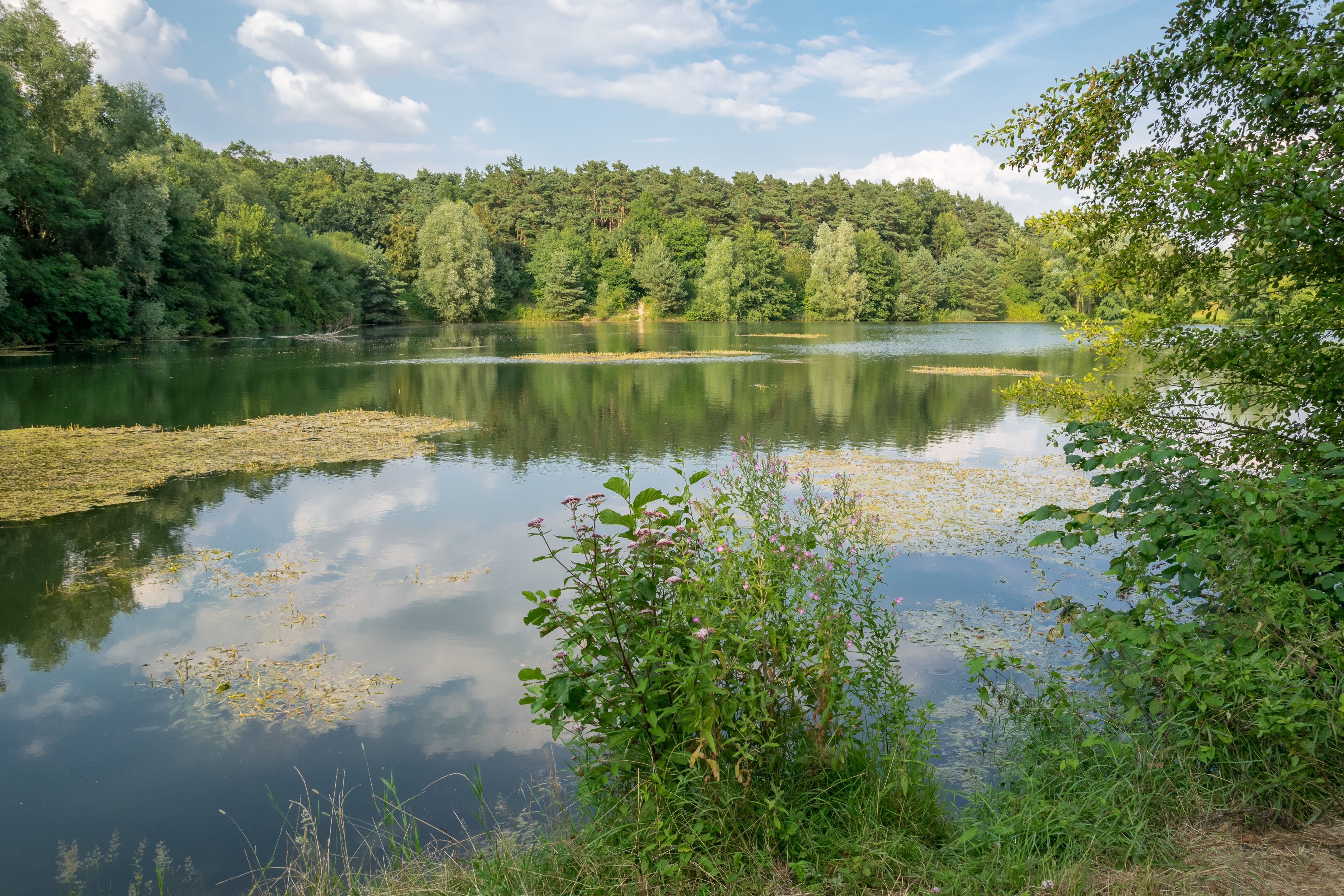
Tallesee

Das Landschaftsschutzgebiet Seen in der Lippeniederung mit 221,56 ha Flächengröße liegt im Stadtgebiet von Paderborn im Kreis Paderborn. Das Landschaftsschutzgebiet (LSG) wurde 1999 vom Kreistag mit dem Landschaftsplan Paderborn – Bad Lippspringe ausgewiesen. Das LSG besteht aus zwei Teilflächen.

## Beschreibung
Eine der beiden Teilflächen liegt nordwestlich von Elsen und die andere östlich von Schloß Neuhaus. Das LSG umfasst neun Baggerseen. In der Westfläche liegen sechs Baggerseen. Davon führen fünf die Namen Nettelnbrecker See, Alter Mühlensee, Mühlensee, Jothesee und Holzbachsee (diese und einige andere werden im Volksmund als Bentfelder Seen bezeichnet). Von den drei östlichen Seen hat einer den Namen Tallesee. Die Ostfläche grenzt südlich direkt an die B 1. Hinter der B 1 liegt das Naturschutzgebiet Lippeniederung zwischen Bad Lippspringe und Mastbruch mit der Lippe. Nördlich und westlich der Westfläche liegen weitere Baggerseen Außerhalb des LSG.
Bei den Seen im LSG handelt es sich um naturnahe, nährstoffarme Seen mit buchtenreichen Uferlinien, Flachwasserzonen, Uferhochstaudenfluren, Röhrichten und Ufergehölzen. Im LSG kommen seltene und gefährdete Pflanzen- und Tierarten vor. Mit der Ausweisung war die Wiederherstellung des Bachlaufes der Jothe geplant, die mittlerweile vorgenommen wurde. Im LSG sollten bei Ausweisung Krötentunnel an den die Hauptwanderwege der Amphibien kreuzenden Straßen gebaut werden. Der Landschaftsplan legte fest, dass bestimmte Uferbereiche von jeglicher Erholungsnutzung zu Wasser und zu Lande und von jeglichen Erschließungsmaßnahmen zugunsten einer natürlichen Entwicklung freizuhalten sind. Im LSG ist jegliche Art von Wassersport und die Fischerei vom Boot aus verboten.

## Schutzgründe
Laut Landschaftsplan erfolgte die Ausweisung:
- „zur Erhaltung und Förderung der naturnahen Entwicklung von Nassabgrabungen als potentiell wertvolle Sekundärbiotope,“
- „zur Erhaltung und Entwicklung von naturnahen, nährstoffarmen Stillgewässern mit buchtenreichen Uferlinien, Flachwasserzonen, Uferhochstaudenfluren, Röhrichten und Ufergehölzen,“
- „zur Erhaltung und Entwicklung von spezifischen Lebensstätten von an Stillgewässer gebundenen, seltenen und gefährdeten Pflanzen- und Tierarten,“
- „zur Wiederherstellung des Gewässerlaufes der Jothe.“[1]

## Spezielle Verbote und Verbote
Zusätzlich zu den allgemeinen Verboten ist im LSG verboten: 
- „Erstaufforstungen vorzunehmen;“
- „jegliche Art von Wassersport zu betreiben;“
- „die Fischerei vom Boot aus auszuüben.“

Es wurden die Gebote erlassen: 
- „Krötentunnel oder Krötenzäune sowie deren Unterhaltung an den die Hauptwanderwege der Amphibien kreuzenden Straßen einzurichten,“
- „bestimmte Uferbereiche von jeglicher Erholungsnutzung zu Wasser und zu Lande und von jeglichen Erschließungsmaßnahmen zugunsten einer natürlichen Entwicklung freizuhalten,“
- „die Herrichtung der Nassabgrabungen ohne Fremdmaterialien vorzunehmen,“
- „die Betriebsstandorte nach ihrer Beseitigung der natürlichen Entwicklung zu überlassen.“[1]